# Łuk Septymiusza Sewera w Leptis Magna
Łuk Septymiusza Sewera – monumentalna brama o czterech wejściach (gr. tetrapylon, łac. quadrifrons), wystawiona między 206 a 209 rokiem ku czci cesarza Septymiusza Sewera w jego rodzinnym mieście Leptis Magna (ob. Libia).
Łuk, stojący przy głównej ulicy miasta, na zachód od Forum Seweriańskiego, stanowi świadectwo okresu prosperity, jakie przeżywało Leptis Magna za rządów pochodzącego z niego cesarza. Wzniesiona z marmuru budowla ma 16 metrów wysokości. Wewnętrzna część nakryta jest płytkim sklepieniem kopułowym. Charakterystyczną cechą architektury budowli są urywające się gwałtownie frontony nad kolumnami. Wszystkie cztery fasady łuku ozdobiono płaskorzeźbami z motywami roślinnymi, natomiast w przejściach i na attyce umieszczono reliefy ze scenami figuralnymi. Na reliefach zdobiących attykę ukazano sceny pochodu triumfalnego, ofiary oraz cesarza z jego rodziną. W sposobie ujęcia tematu oraz frontalnym przedstawieniu postaci widoczne są wpływy sztuki wschodniej.